# Sośnica (województwo pomorskie)
 Sośnica (dodatkowa nazwa w j. kaszub. Sosnica) – osada leśna w Polsce na Pojezierzu Bytowskim położona w województwie pomorskim, w powiecie bytowskim, w gminie Tuchomie.
W latach 1975–1998 miejscowość administracyjnie należała do województwa słupskiego.